# Dubriwka (obwód zakarpacki)
Dubriwka (ukr. Дубрівка) – wieś na Ukrainie. Należy do rejonu użhorodzkiego w obwodzie zakarpackim i liczy 810 mieszkańców.